# Agnes Sampson
Agnes Sampson, poznata i kao Mudra žena iz Keitha (? - Edinburgh, 28. siječnja 1591.), škotska travarka, iscjeliteljica, primalja i tobožnja vještica, optužena i osuđena zbog bavljenja čaranjem.
Nije poznato mnogo o njenom životu. Bila je udovica s djecom koja se bavila iscjeljivanjem i porodom, a uz to je od oca naučila i ponešto o vještičjem umijeću. Početkom 1589. godine bila je podignuta optužnica protiv Agnes Sampson, tijekom procesa protiv vještica iz North Berwicka u kojem je više žena bilo optuženo da su, uz pomoć magije, podigle veliku oluju na moru kako bi spriječile dolazak kraljice Ane od Danske, supruge škotskog kralja Jakova VI. († 1625.), ali i ubile samog kralja u dogovoru s vragom. Poslije ispitivanja, prezbiterij iz Haddigtona je izvjestio sinod kako nemaju temelje za podupiranje optužbe. Međutim, u studenom 1590. je mlada služavka Geillis Duncan bila podvrgnuta ispitivanju uz postupak mučenja, tijekom kojeg je prokazala Agnes i nekolicinu drugih žena kao sudionice u vračanju. Agnes Sampson bila je uhićena i podvrgnuta mučenju i ispitivanju tijekom kojeg je priznala kako je uz pomoć magije dizala oluje kojima je željela naštetiti nekim ljudima, uključujući i kralju Jakovu VI. Također je bila svučena do gola i potpuno obrijana kako bi istražitelji mogli pronaći vještičji žig na njenom tijelu, što je bila uobičajena praksa.
Početkom siječnja 1591. godine, bila je ugušena, a njeno tijelo je spaljeno na lomači.